# Município de Greenfield (condado de Fairfield, Ohio)
O município de Greenfield (em inglês: Greenfield Township) é um município localizado no condado de Fairfield no estado estadounidense de Ohio. No ano de 2010 tinha uma população de 5565 habitantes e uma densidade populacional de 67,94 pessoas por km².

## Geografia
O município de Greenfield encontra-se localizado nas coordenadas 39° 46′ 45″ N, 82° 40′ 19″ O. Segundo o Departamento do Censo dos Estados Unidos, o município tem uma superfície total de 81.91 km², da qual 81.63 km² correspondem a terra firme e (0.34%) 0.28 km² é água.

## Demografia
Segundo o censo de 2010, tinha 5565 pessoas residindo no município de Greenfield. A densidade populacional era de 67,94 hab./km².